# Junta de revisión de la arquitectura OpenGL
La Junta de revisión de la arquitectura OpenGL, más conocida por su nombre en inglés OpenGL Architecture Review Board, es un consorcio industrial que controló hasta el año 2006 la especificación OpenGL.
La junta se formó en 1992, y definió las pruebas de conformidad necesarias para la aprobación de la especificación OpenGL. Posteriormente continuó desarrollando la norma. El 31 de julio de 2006, se anunció que la Junta votó a favor de transferir el control de la especificación OpenGL al Grupo Khronos.
Los miembros votantes incluido 3Dlabs, Apple, ATI, Dell, IBM, Intel, NVIDIA, SGI y Sun Microsystems, además de otros miembros contribuyentes. Microsoft era un miembro con voto, pero se retiró en marzo de 2003.